# Reichsombudsschaft auf den Färöern

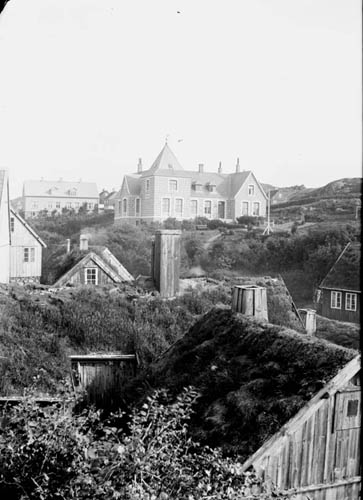
Der Sitz der Reichsombudsschaft auf den Färöern ist die sogenannte amtmansborgin, die seinerzeit der größte und repräsentativste Bau des Landes war (Foto von 1899).

Die dänische Reichsombudsschaft auf den Färöern (färöisch ríkisumboðið í Føroyum, dänisch rigsombuddet på Færøerne) ist die Vertretung des Königreichs Dänemark auf den weitgehend autonomen Inseln im Nordatlantik. Es wird auch als dänisches Hochkommissariat auf den Färöern bezeichnet.
Das Amt des Reichsombudsmannes (ríkisumboðsmaðurin, rigsombudsmanden) wurde mit dem färöischen Autonomiegesetz 1948 eingeführt und ersetzte damit den Gouverneur der Färöer, den amtmaður. Die Reichsombudsschaft wird seit 2017 von der Reichsombudsfrau Lene Moyell Johansen geleitet, die ihren Sitz in der Hauptstadt Tórshavn hat.

## Liste der Reichsombudsmänner
| Amtsantritt | Name                 | Lebensdaten |
| ----------- | -------------------- | ----------- |
| 1948        | Cai A. Vagn-Hansen   | 1911–1990   |
| 1954        | Niels Elkær-Hansen   | 1915–2007   |
| 1961        | Mogens Wahl          | 1918–1986   |
| 1972        | Leif Groth           | 1930–2009   |
| 1981        | Niels Bentsen        | 1936–2017   |
| 1988        | Bent Klinte          | 1939–2012   |
| 1995        | Vibeke Larsen        | * 1944      |
| 2001        | Birgit Kleis         | * 1956      |
| 2005        | Søren Christensen    | * 1940      |
| 2008        | Dan Michael Knudsen  | * 1962      |
| 2017        | Lene Moyell Johansen | * 1968      |

## Aufgaben und Kompetenzen
Die Reichsombudsschaft untersteht dem dänischen Staatsministerium (vergleichbar mit dem deutschen Bundeskanzleramt).
Der Reichsombudsmann ist Mittler zwischen dem dänischen Staat und dem Løgting mit der färöischen Autonomieregierung. Er hat einen Sitz im Løgting, aber nur mit beratender Stimme, also kein Stimmrecht. Alle färöischen Gesetze und andere Bestimmungen müssen ihm zur Kenntnis gegeben werden. Umgekehrt sorgt er dafür, dass dänisches Recht in den Bereichen umgesetzt wird, wo Dänemark die Souveränität innehält. Das ist zum Beispiel das Familienrecht und die Polizei.
Der Reichsombudsmann ist auch Wahlleiter auf den Färöern bei den Wahlen zum dänischen Folketing und bei eventuellen Volksabstimmungen auf Reichsebene. Die praktische Durchführung der Wahlen liegt in der Hand der färöischen Kommunen.

### Behörden
Unter Verwaltung Dänemarks befinden sich auf den Färöern folgende Institutionen:
- Sekretariat des Reichsombudsmannes
- Rechtswesen
- Landfúti ‚Landvogt‘ und Polizei
- sechs Sýslumenn (Vertreter in den traditionellen färöischen Regionen, Sitz in den dortigen Polizeistationen)
- Militär (der färingische Teil des Arktisk Kommandos, bis 2012 das Færøernes Kommando)
- Amtsarzt

Insgesamt entsendet das Königreich Dänemark 21 leitende Beamte auf die Färöer.

## Berichte
Die Reichsombudsschaft gibt zwei Publikationen heraus:
1. Der Jahresbericht über die gesellschaftliche Entwicklung auf den Färöern
2. Alle zwei Jahre das aktuelle Register der färöischen Gesetze, das bis ins 17. Jahrhundert zurückreicht.[1]

Darüber hinaus berichtet die Reichsombudsschaft dem Staatsministerium aktuelle politische und wirtschaftliche Entwicklungen auf dem Archipel.

## Eines der „sieben färöischen Wunder“
Zur Ólavsøka 2007 veranstaltete das färöische Fernsehen Sjónvarp Føroya einen landesweiten Wettbewerb über die „sieben färöischen Wunder“, bei dem die Zuschauer beliebige Vorschläge über besondere Bauten und andere Gegenstände machen konnten. Eine Rangfolge der acht Sieger (wegen Stimmengleichheit in einem Fall) wurde nicht bekannt gegeben, aber der Sitz der Reichsombudsschaft auf den Färöern, die alte Amtmansborgin, gehört dazu. Die anderen sind das Kirchengestühl von Kirkjubøur, die Magnuskathedrale, die Christianskirkjan in Klaksvík, das Haus des Nordens, Tinganes, der Norðoyatunnilin und die erste Flagge der Färöer in der Kirche von Fámjin (Stimmengleichheit mit dem Sitz der Reichsombudsschaft).